# ПриватБанк (Латвія)
АТ «ПриватБанк» — латвійський банк. Заснований у 1992 році з головним офісом у Ризі. З 2001 року є дочірнім банком українського ПриватБанку.
АТ «ПриватБанк» обслуговує клієнтів у 21 філіях і відділеннях, на території Латвії банком встановлено і функціонує 220 банкоматів.
Банк має дві дочірні компанії:
- Компанія з управління активами: SIA «PrivatInvestment»
- Лізингова компанія: SIA «PrivatLizing»

## Історія
- 1992 — AS «Paritate Banka» офіційно був зареєстрований у реєстрі підприємств Латвійської Республіки та була отримана ліцензія на здійснення банківських операцій.
- 1993 — отримана ліцензія на ведення валютних операцій.
- 1997 — отримана ліцензія Europay. Банк стає повноправним членом SWIFT.
- 1998 — розпочато випуск платіжних карток MasterCard і Maestro.
- 2000 — отримана ліцензія Visa International та розпочато випуск карток Visa і Visa Electron.
- 2001 — відбувається зміна акціонерів банку. Головним акціонером AS «Paritate Banka» стає найбільший банк України ЗАТ КБ «ПриватБанк».
- 2002 — Підключення до системи термінових грошових переказів PrivatMoney. Зміна корпоративного стилю банку. Проведена модернізація Інтернет-банку (Paritate Online).
- 2007 — Була змінена назва банку на AS «PrivatBank». Збільшений статутний капітал на 7 100 000 LVL, тепер його величина становить 10 650 000 LVL.
- 2009 — Збільшений статутний капітал на 9 585 000 LVL, тепер його величина становить 20 235 000 LVL.